# Vendée
Vendée este un departament în vestul Franței, situat în Pays de la Loire. Este unul dintre departamentele Franței inițial create în urma Revoluției din 1790. Este numit după râul omonim ce curge în partea de sud-est a departamentului.

## Localități selectate

### Prefectură
- La Roche-sur-Yon

### Sub-prefecturi
- Fontenay-le-Comte
- Les Sables-d'Olonne

### Alte orașe
- Luçon

## Diviziuni administrative
- 3 arondismente;
- 31 cantoane;
- 282 comune;